# Piasaba
Piasaba (piasava, orbignija lat. Attalea), biljni rod iz porodice palmovki kojemu pripada šezdesetak vrsta grmastih palmi u tropskoj Americi. U rod su uključene i vrste Orbignya Mart. ex Endl.

## Vrste
1. Attalea allenii H.E.Moore
2. Attalea amygdalina Kunth
3. Attalea amylacea (Barb.Rodr.) Zona
4. Attalea anisitsiana (Barb.Rodr.) Zona
5. Attalea apoda Burret
6. Attalea attaleoides (Barb.Rodr.) Wess.Boer
7. Attalea barreirensis Glassman
8. Attalea bassleriana (Burret) Zona
9. Attalea brasiliensis Glassman
10. Attalea brejinhoensis (Glassman) Zona
11. Attalea burretiana Bondar
12. Attalea butyracea (Mutis ex L.f.) Wess.Boer
13. Attalea camopiensis (Glassman) Zona
14. Attalea cephalotus Poepp. ex Mart.
15. Attalea cohune Mart.
16. Attalea colenda (O.F.Cook) Balslev & A.J.Hend.
17. Attalea compta Mart.
18. Attalea crassispatha (Mart.) Burret
19. Attalea cuatrecasasiana (Dugand) A.J.Hend., Galeano & R.Bernal
20. Attalea dahlgreniana (Bondar) Wess.Boer
21. Attalea degranvillei (Glassman) Zona
22. Attalea dubia (Mart.) Burret
23. Attalea eichleri (Drude) A.J.Hend.
24. Attalea exigua Drude
25. Attalea fairchildensis (Glassman) Zona
26. Attalea funifera Mart.
27. Attalea geraensis Barb.Rodr.
28. Attalea guacuyule (Liebm. ex Mart.) Zona
29. Attalea guianensis (Glassman) Zona
30. Attalea hoehnei Burret
31. Attalea huebneri (Burret) Zona
32. Attalea humilis Mart. ex Spreng.
33. Attalea iguadummat de Nevers
34. Attalea insignis (Mart.) Drude
35. Attalea kewensis (Hook.f.) Zona
36. Attalea lauromuelleriana (Barb.Rodr.) Zona
37. Attalea leandroana (Barb.Rodr.) Zona
38. Attalea luetzelburgii (Burret) Wess.Boer
39. Attalea macrolepis (Burret) Wess.Boer
40. Attalea magdalenica (Dugand) Zona
41. Attalea maracaibensis Mart.
42. Attalea maripa (Aubl.) Mart.
43. Attalea maripensis (Glassman) Zona
44. Attalea microcarpa Mart.
45. Attalea × minarum (Balick, A.B.Anderson & Med.-Costa) Zona
46. Attalea moorei (Glassman) Zona
47. Attalea nucifera H.Karst.
48. Attalea oleifera Barb.Rodr.
49. Attalea osmantha (Barb.Rodr.) Wess.Boer
50. Attalea pacensis M.Moraes & Pintaud
51. Attalea peruviana Zona
52. Attalea phalerata Mart. ex Spreng.
53. Attalea × piassabossu Bondar
54. Attalea pindobassu Bondar
55. Attalea plowmanii (Glassman) Zona
56. Attalea princeps Mart.
57. Attalea racemosa Spruce
58. Attalea rostrata Oerst.
59. Attalea salazarii (Glassman) Zona
60. Attalea salvadorensis Glassman
61. Attalea seabrensis Glassman
62. Attalea septuagenata Dugand
63. Attalea speciosa Mart.
64. Attalea spectabilis Mart.
65. Attalea × teixeirana (Bondar) Zona
66. Attalea tessmannii Burret
67. Attalea vitrivir Zona
68. Attalea × voeksii Noblick ex Glassman
69. Attalea weberbaueri (Burret) Zona
70. Attalea wesselsboeri (Glassman) Zona

## Sinonimi
- × Attabignya Balick, A.B.Anderson & Med.-Costa
- Bornoa O.F.Cook
- Englerophoenix Kuntze
- Ethnora O.F.Cook
- Heptantra O.F.Cook
- Lithocarpos O.Targ.Tozz. ex Steud.
- Markleya Bondar
- × Maximbignya Glassman
- Maximiliana Mart.
- Orbignya Mart. ex Endl.
- Parascheelea Dugand
- Pindarea Barb.Rodr.
- Sarinia O.F.Cook
- Scheelea H.Karst.
- Temenia O.F.Cook
- Ynesa O.F.Cook